# William Munford Tuck
William Munford Tuck (Contea di Halifax, 28 settembre 1896 – South Boston, 9 giugno 1983) è stato un politico statunitense.

## Biografia
Fu il cinquantacinquesimo governatore della Virginia. I suoi genitori erano Robert James Tuck e Virginia Susan Fritts, era il più giovane dei 6 loro figli. Studiò al college di William e Mary.
Prestò servizio negli United States Marine Corps.